# Histoire d'un Allemand, souvenirs, 1914-1933
Histoire d'un Allemand : souvenirs, 1914-1933 (titre allemand : Geschichte eines Deutschen. Die Erinnerungen 1914–1933) est un ouvrage de l'écrivain allemand Sebastian Haffner, rédigé en 1939 lors de son exil à Londres, qui fut publié de façon posthume en 2000 en Allemagne.
Sebastian Haffner y décrit et analyse, sur le mode autobiographique, l'évolution de l'Allemagne de 1914 à 1933, et en relie les événements à son vécu d'enfant et de jeune homme durant cette période. Il y expose notamment sa perception de la Première Guerre mondiale alors qu'il est enfant, la montée du nazisme et son emprise croissante sur la population et les sphères de la société, les violences commises par les SA, l'antisémitisme, et dans la dernière partie particulièrement le processus d'embrigadement — qu'il désigne par le terme « encamaradement » — dans un camp de formation idéologique auquel il est obligé de participer pour passer un examen universitaire.
Le tapuscrit de l'ouvrage fut découvert par son fils dans la succession après sa mort. Le livre connaît le succès lors de sa parution en Allemagne en 2000. Si des doutes ont été un temps émis sur la date de rédaction — Haffner prévoyant dans son récit l'évolution meurtrière de l'Allemagne nazie — ces doutes ont été par la suite écartés par l'examen scientifique du document,, confirmant que Haffner avait rédigé le texte lors de son séjour en Angleterre.

## Éditions
- (de) Geschichte eines Deutschen: Erinnerungen 1914-1933, Stuttgart, Deutsche Verlags-Anstalt, 2000.
- (fr) Histoire d'un Allemand : souvenirs, 1914-1933, traduit par Brigitte Hébert, Actes Sud, coll. « Babel », 2003,  (ISBN 978-2742751518).
- (en) Defying Hitler: A Memoir, 2003, Phoenix,  (ISBN 978-1-8421-2660-8) [4].